# شفيق عدس
شفيق عدس (1900-1948) تاجر يهودي معروف صاحب شركة عدس التي تأسست في عام 1920م، وقد اثير حوله الكثير من الشبهات والتساؤلات حول نشاطه التجاري فهو من أصل سوري ولد في مدينة حلب عام 1900م، ثم جاء للعراق مع عائلته بعد الحرب العالمية الأولى، ثم ترك العاصمة بغداد واستقر في مدينة البصرة فكان من كبار التجار في البصرة، وكان وكيل لشركة فورد للسيارات الأمريكية ومقرها على شاطئ العشار، وكان شريكه في التجارة التاجر العراقي المعروف ناجي الخضري.
ولقد وجهت له عدد من التهم منها انه جاسوس للمنظمة الصهيونية وانه شيد بيتا في مدينة البصرة ليكون مقراً لقنصلية الكيان الصهيوني في البصرة.
ومنها التهمة التي وجهت له من قبل المجلس العرفي العسكري هي أنه يشتري مخلفات معدات الجيش البريطاني في الشعيبة ويقوم بشحنها إلى إيطاليا ليعاد شحنها ثانية إلى إسرائيل وقد القي القبض عليه عام 1948م.
ومن بين التهم التي وجهت لشفيق عدس انه يقوم بمساعدة الحزب الشيوعي العراقي بالمال والمعروف ان الكثير من اليهود العراقيين انتموا إلى صفوف ذلك الحزب لكونه يصهر الديانات والقوميات والطوائف ويدعو إلى الدفاع عن حقوق الاقليات فوجدوا بذلك الحزب خير معين لهم فكان لليهود دور بارز في الحزب الشيوعي ومنهم من تبوأ سكرتارية الحزب في فترات مختلفة ومنهم يهودا صديق وساسون دلال وغيرهم من اليهود أعضاء في المكتب السياسي واللجنة المركزية للحزب الشيوعي العراقي.
واختلفت فيه الآراء فمنهم من أكد جاسوسيته وهناك من يؤكد محاولة الكيان الصهيوني لتهريبه وهناك من يقول انه اعتمد على محاولات صهيونية لتخفيف الحكم عنه وعلى علاقته مع الوصي عبد الإله لمنع إعدامه فمما ذكره رئيس الوزراء في العهد الملكي أحمد مختار بابان انه بعد صدور الحكم على شفيق عدس زاره شخصان احدهما من اليهود العراقيين وصديق لبابان والثاني كان أجنبي وطلبا منه باسم المنظمة الصهيونية العالمية التدخل لتخفيف حكم الإعدام بحق عدس مقابل ثمانية ملايين جنيه استرليني مقدمة من المنظمة الصهيونية العالمية الذي قالا عنه ان له شأن لدى المنظمة الصهيونية العالمية، وأضاف ان المنظمة على استعداد ان تضع المبلغ المقرر في أي مصرف واي بلد اقترحه وهذا ما دفع أحمد مختار بابان للاعتذار منهما مما حدا به إلى أخبار الوصي عبد الإله للتوقيع على اوراق اعدام شفيق عدس.
ولقد نشرت وثائق بريطانية بعد ثلاثين عاماً من اعدامه تتعلق بمساعي الحكومتين البريطانية والأمريكية لتخفيف حكم الإعدام بحق عدس فقد أوعزت الحكومتان إلى ممثليهما في بغداد بمراجعة رئيس الوزراء مزاحم الباجه جي والأمير عبد الإله بعدم تنفيذ حكم الإعدام وطالب السفير البريطاني في العراق (السير هنري ماك) من رئيس الوزراء في 20 ايلول 1948م، بان النظام البريطاني لا يسمح بإعدام شخص بريء وقدمت سفارة الولايات المتحدة عن طريق سفيرها جورج وادزورث مذكرة احتجاج على حكم الإعدام.
ولقد عدّ البعض إعدامه انتقاما وتدليسا فهناك من يرى ان شفيق لا علاقة له بالتهم المنسوبة اليه أو ان القبض عليه ومن ثم إعدامه كان مؤامرة لكونه قبض عليه دون القبض على شريكه في العمل ناجي الخضري.
وقدر ان كان رئيس محكمة شفيق عدس الذي حكم عليه بالإعدام هو عبد الله النعساني المعروف بعدائه للشيوعية والغريب انه يحاكم امام محكمة عسكرية ولم يكن هناك شاهد اثبات في المحكمة واستغرقت المحاكمة ثلاثة أيام ولم يسمح له بحق استئناف الحكم.
وترددت شائعات بان استهداف عدس كان من قبل منافسيه في التجارة للتخلص منه.
الا انه تم تنفيذ حكم الإعدام بحقه في 23 ايلول 1948م، وبالقرب من بيته الذي قارب على الانتهاء ولم يعدم مرة واحدة وإنما اعدم مرتين ففي الأولى التي تم اعدامه فيها قام الطبيب بفحصه فوجد أنه ما زال حياً، وتم تكرار المحاولة مرة ثانية لتبقى جثته معلقة لعدة ساعات، ووصف السفير البريطاني في العراق عملية اعدامه بأنه: (عملاً مخزياً ولكن اجد من الصعوبة توجيه اللوم للوصي والحكومة اللذين لم يكونا في وضع قوي للوقوف ضد الجيش).